# Fryerius
Fryerius is een geslacht van rechtvleugeligen uit de familie krekels (Gryllidae). De wetenschappelijke naam van dit geslacht is voor het eerst geldig gepubliceerd in 1940 door Uvarov.

## Soorten
Het geslacht Fryerius omvat de volgende soorten:
- Fryerius amplocellatus Gorochov, 2006
- Fryerius aphonoides Bolívar, 1912
- Fryerius congruens Gorochov, 2004
- Fryerius fleutiauxi Chopard, 1958
- Fryerius fowleri Gorochov, 2004
- Fryerius guichardi Gorochov, 2004
- Fryerius magnus Gorochov, 2004
- Fryerius prudens Gorochov, 2004